# Wake Up, Sunshine
| Recensione | Giudizio |
| ---------- | -------- |
| AllMusic   | [ 1 ]    |
| Kerrang!   | 4/5      |

Wake Up, Sunshine è l'ottavo album in studio della band pop punk statunitense All Time Low. È uscito il 3 aprile 2020 ed è il loro secondo album con l'etichetta Fueled by Ramen dopo Last Young Renegade del 2017.

## Descrizione
Il processo di registrazione è stato abbastanza lungo e si è svolto nello studio di casa di Rian Dawson a Palm Springs, in California. Questo ha dato alla band l'opportunità di lavorare senza preoccuparsi di affittare uno studio professionale lasciandoli liberi di lavorare con il proprio ritmo.
La band ha pubblicato tre singoli promozionali: il primo, Melancholy Kaleidoscope, è stato pubblicato il 24 marzo 2020; il secondo, Trouble Is, è uscito il 27 marzo 2020; l'ultimo brano, Wake Up, Sunshine, è stato pubblicato il 31 marzo 2020.

## Tracce
1. Some Kind of Disaster – 3:44 (Alex Gaskarth, Phil Gornell, Zakk Cervini)
2. Sleeping In – 3:01 (Gaskarth, Bonnie McKee, Lukasz Gottwald, Mathieu Jomphe, Max Martin, Cervini)
3. Getaway Green – 2:47 (Gaskarth, Gornell, Cervini)
4. Melancholy Kaleidoscope – 2:55 (Gaskarth, Gornell, Cervini)
5. Trouble Is – 2:27 (Gaskarth, Cervini)
6. Wake Up, Sunshine – 3:16 (Gaskarth, Colin, Brittain)
7. Monsters (feat. blackbear) – 2:54 (Gaskarth, Andrew Goldstein, Jack Barakat, Kevin Fisher, Matthew Musto)
8. Pretty Venom (Interlude) – 3:03 (Gaskarth, Fisher, Cervini)
9. Favorite Place (feat. The Band CAMINO) – 3:14 (Gaskarth, Gornell, Cervini)
10. Safe – 3:40 (Gaskarth, Gornell, Cervini)
11. January Gloom (Seasons, Pt. 1) – 2:47 (Gaskarth, Gornell, Cervini)
12. Clumsy (Gaskarth, Andreas Carlsson, Martin, Gornell, Rami Yacoub, Cervini)
13. Glitter & Crimson – 3:03 (Gaskarth, Goldstein, Barakat, Cervini)
14. Summer Daze (Seasons, Pt. 2) – 3:15 (Gaskarth, Goldstein, Barakat, Cervini)
15. Basement Noise – 3:06 (Gaskarth, Chris Greatti, Barakat, Cervini)

Durata totale: 43:12
Tracce bonus edizione deluxe (Giappone)
1. I Hate That for You – 2:57 (Gaskarth)

## Formazione
All Time Low
- Alex Gaskarth − voce solista, chitarre
- Jack Barakat − chitarra solista, cori
- Zack Merrick − basso, cori
- Rian Dawson − batteria, percussioni

Musicisti aggiuntivi
- blackbear − voce (traccia 7)
- The Band CAMINO − voce (traccia 9)
- Dan Swank − chitarre, tastiera, percussioni, programmazione

Produzione
- Zakk Cervini − produzione, ingegneria del suono, mixaggio (tracce 3, 4, 6, 8, 9, 10, 11, 13, 15)
- Phil Gornell − co-produzione, ingegneria del suono
- Dan Swank − co-produzione, ingegneria del suono
- Neal Avron − mixaggio (tracce 1, 2, 5, 7, 12, 14)
- Ted Jensen − mastering
- Andrew Cook − copertina
- Ashley Osborn − fotografia

## Classifiche
| Classifica (2020)         | Posizione raggiunta |
| ------------------------- | ------------------- |
| Australia                 | 12                  |
| Canada                    | 92                  |
| Germania                  | 49                  |
| Regno Unito               | 3                   |
| Scozia                    | 2                   |
| Stati Uniti               | 31                  |
| Stati Uniti (alternative) | 2                   |
| Stati Uniti (rock)        | 1                   |